# صحوة التحالف
صحوة التحالف (بالفرنسية: Alliance Le Réveil) هو حزب سياسي في بنين. في الانتخابات البرلمانية التي أجريت في 31 مارس 2007، فاز الحزب بمقعدين من أصل 83 مقعدًا. 